# Tauschierung

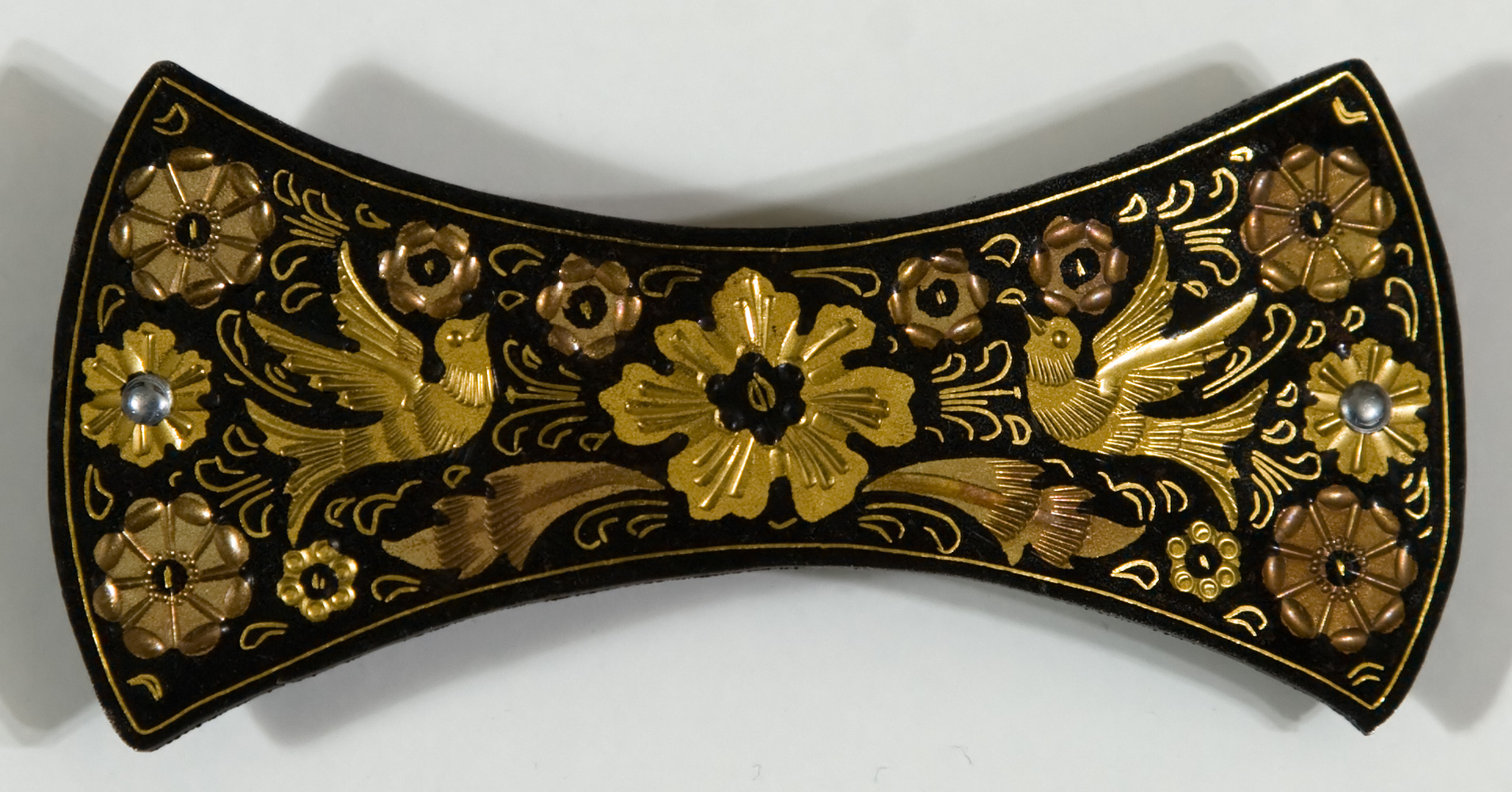
Goldtauschierte, stählerne Haarspange aus Toledo, Spanien

Eine Tauschierung ist eine Verzierung aus Buntmetall- oder Edelmetall-Intarsien (Einlagen) in metallenen Oberflächen. Unterschieden werden Linien- und Flächentauschierungen. Der Ausdruck leitet sich vom arabischen Wort für Färben tauschija ab. Frühere Bezeichnungen für diese Kunst sind Tausia oder Agémina.

## Geschichte

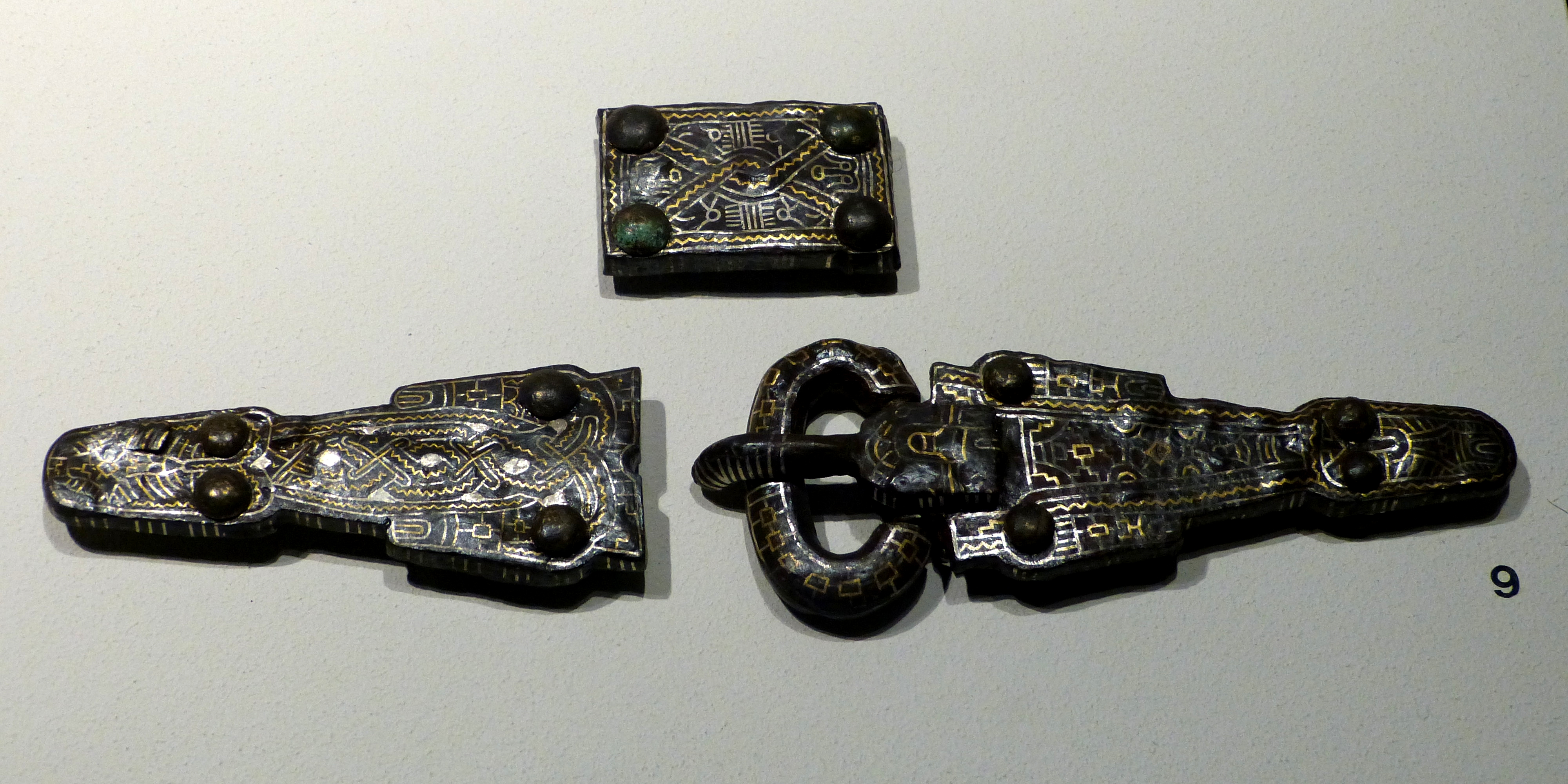
Merowingerzeitliche Gürtelbeschläge mit polychromen Linientauschierungen aus Silber und Bronze

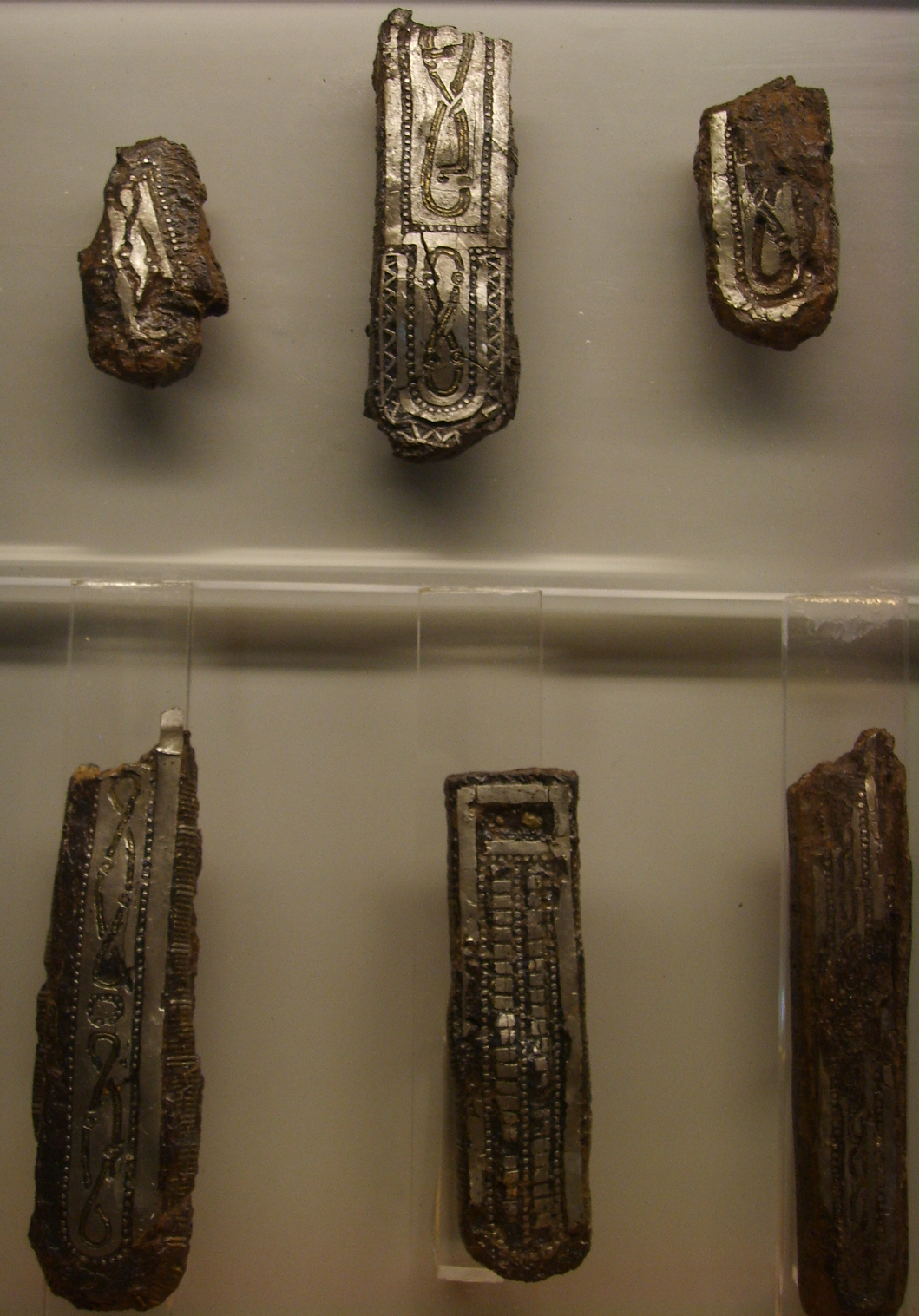
Langobardische Gürtelzungen mit silbernen Linien- und Flächentauschierungen

Aus der Bronzezeit sind erste Tauschierungsversuche überliefert, zum Beispiel auf rituellen Prunkbeilen oder der Himmelsscheibe von Nebra (um 1600 v. Chr.) und dem Sonnenwagen von Trundholm (um 1400 v. Chr.). Weitere Verbreitung fand diese Kunst später vor allem in Asien. So zeigen die awarenzeitlichen Tauschierarbeiten des 6. und 7. Jahrhunderts entweder eine Kontrastwirkung zwischen dem dunklen Trägermaterial aus Eisen und Silberfäden oder ein Kontrastieren zwischen silberner Grundmasse und dunkler Einlagemasse. Die Mehrzahl der Objekte stammt aus der Früh- und Mittelawarenzeit; es handelt sich hierbei um Teile der Gürtelgarnitur, aber auch um Pferdegeschirr wie Beschläge, Trensen und Steigbügel.
In Europa standen Tauschierungen in der Merowingerzeit, besonders im 7. Jahrhundert, bei den Alamannen, Franken und Thüringern in hoher Blüte. Verziert wurden hauptsächlich Waffenteile, Gürtelschnallen und Beschläge, Rüstungen und Zaumzeuge. In frühmerowinglicherzeitlichen Gräbern, welche auf das 5. Jahrhundert zurückdatieren, finden sich vor allem eiserne Gürtelschnallen mit silberner Streifentauschierung, daneben kommen auch Gürtelschließen mit Rechteckbeschlag und engmaschigem Gittermuster aus dünnen Silber- und Messingfäden bzw. Ringtauschierungen vor, oder auch streifen- oder gittertauschierte eiserne Riemendurchzüge mit Dornenden von Schwertschneiden.
Dabei lässt sich ein allmählicher Wandel in der Tracht und im allgemeinen Geschmack feststellen: War in der älteren Merowingerzeit, wie schon aus den erwähnten Grabfunden hervorgeht, der Gürtelschmuck auf einfache Schnallen aus Eisen, Bronze oder Edelmetall beschränkt, während Riemenwerk, das zum Wehrgehänge, Schuhwerk oder Zaumzeug gehört, kaum mit Metallbesätzen versehen war, so hatte sich schon um das Jahr 600 eine neue Mode eingestellt: Tendenziell ging man dazu über, das bisher ungenutzte Riemenwerk mit metallenen Beschlägen zu versehen, und unter den Männern in den Reichen der Merowingerkönige fand eine immer martialischer anmutende Tracht mit großen, reich tauschierten Gürtelgarnituren aus Eisen allgemeine Verbreitung, wie zahlreiche Grabfunde eindrucksvoll beweisen.
Heute werden Tauschierarbeiten nur noch von wenigen Goldschmieden, Kunstschmieden, Graveuren oder Ziseleuren hergestellt.

## Technik
Bei der technischen Umsetzung handelt es sich um die Befestigung eines weicheren, meist farblich kontrastierenden Metalls in einem härteren Metall durch Einpressen, leichtes Eintreiben oder Einhämmern in unterstochene Vertiefungen. In das zu verzierende Werkstück werden mit spanenden (spanabhebenden) Werkzeugen Stichel oder Meißel (Schrotpunze) die gewünschten Muster als sich nach unten hin etwas verbreiternde Vertiefungen eingeschnitten oder herausgearbeitet.
Die Vertiefungen im Grundmaterial können je nach Erfordernis auch durch Drehen, Fräsen oder Ätzen erreicht werden.
Stellenweise ist die Herausarbeitung von geraden Linien durch Sägen oder Feilen möglich, zum Beispiel bei Werkstücken, deren Vertiefungen bis zum Rand verlaufen.
Bei Linientauschierungen werden in die schmalen Vertiefungen Drähte oder Bänder aus Messing, Bronze, Silber oder Gold eingelegt und eingehämmert (eingeschlagen). Durch die Verdrängung des Metalls in die unterschnittene Eintiefung am Rand der Vertiefung klemmt sich die Einlage in der Vertiefung fest.
Für Flächentauschierungen werden den Vertiefungen entsprechend angepasste Metallplättchen in die großflächigen Vertiefungen eingehämmert. Dazu muss das Werkstück aus einem härteren Metall als das Inlay-Metall bestehen. Zusätzlich zur konischen Vertiefung der Kanten wird der Boden aufgeraut. Abschließend wird die gesamte Oberfläche plangeschliffen und poliert. Die Einlagen zeichnen sich dann entsprechend ihrer Metallfarbe deutlich von dem sie umgebendem Metall ab.
Bei Blechbandeinlagen werden die Kanten der Vertiefungen mit Schrotpunzen gezogen, die Fläche raut man mit Schrot- oder Zahnpunzen auf. An manchen Fundstücken fehlen die aufrauenden Strukturen, bei diesen handelt es sich um Blecheinlagen.
Da auch eine flächige Tauschierung eine Einlegearbeit ist, kann man nicht von „Plattieren“ sprechen (Plattierung = Auflage). Beim Plattieren ist die Rauung der Oberfläche weniger stark ausgeführt.

## Untersuchung und Restaurierung
Für die Untersuchung der Beschaffenheit von Tauschierarbeiten eignen sich am besten Röntgenaufnahmen, auf ihnen treten Details zutage, die mit bloßem Auge nicht erkennbar wären. So kann man feststellen, dass die Drähte, welche in die Tauschierungen eingelegt sind, „tordiert“ (spiralig gedreht) oder gezogen sind. Ziehen bedeutet, dass eine zuvor ausgeschmiedete Metallrute durch die Löcher eines Zieheisens gezogen wird, bis der Draht auf die gewünschte Stärke ausgezogen ist. Beim Tordieren hingegen wird ein Draht hergestellt, indem von einem sehr dünn ausgehämmerten Silberblech ein dünner Blechstreifen abgetrennt und dieser dann zu einem Draht eingerollt wird.
Tauschierte Gegenstände aus archäologischen Funden sind durch ihre (oft über tausend Jahre lange) jahrelange Lagerung im Boden meistens von einer mehr oder weniger dicken Korrosionsschicht überzogen. Silber und Eisen liegen mit den Bodensäuren des Erdreiches in unmittelbarem Kontakt, Feuchtigkeit und Sauerstoff sind ebenso wichtige Einflussgrößen, was dazu führt, dass lokal elektrische Ströme zwischen diesen verschiedenen Metallen fließen. Durch diese Elektrolyse wandelt sich das unedlere Eisen in Eisenoxid um, das heißt, es rostet. Dadurch sind die silbernen Einlagen nur noch von Eisenoxid umgeben. Diese Korrosion, umgangssprachlich Rost, muss bei der Restaurierung behutsam mit rotierenden Diamant-Schleifkörpern oder Ultraschall-Vibrierstiften abgetragen werden.